# Washboard Sam
Washboard Sam (* 15. Juli 1910 in Walnut Ridge, Arkansas; † 6. November 1966 in Chicago, Illinois), geboren als Robert Brown, war ein US-amerikanischer Blues- und Hokum-Musiker. Er war der populärste Waschbrett-Spieler im Chicago der späten 1930er und 1940er, ein ausdrucksstarker Sänger und herausragender Songschreiber, wovon hunderte von Aufnahmen zeugen.
Brown, angeblich ein Halbbruder von Big Bill Broonzy, zog in den 1920ern nach Memphis, wo er mit Sleepy John Estes und Hammie Nixon als Straßenmusiker spielte. 1932 ging er nach Chicago und trat dort regelmäßig mit Broonzy auf. Er begleitete Broonzy, Memphis Slim, Tampa Red und etliche andere bei zahlreichen Aufnahmen für Lester Melrose von Bluebird Records.
Ab 1935 machte er Aufnahmen unter eigenem Namen für Bluebird und Vocalion Records, oft begleitet von Broonzy. Bald war er einer der angesagtesten Stars der Chicagoer Blues-Szene. Nach dem Zweiten Weltkrieg ließ der Erfolg nach. Brown zog sich zurück, hatte jedoch in den 1960ern ein Comeback, das ihn auch nach Europa führte.
Washboard Sam starb 1966 nach längerer Krankheit an Herzversagen.